# Wilhelm Hedick
Wilhelm Hedick (* 4. April 1838 in Belecke, Westfalen; † 2. Januar 1897) war ein Lehrer und Pionier in der Tonaufzeichnung.
Ostern 1863 trat er als Probekandidat an der Realschule zu Düsseldorf ein, war von Herbst 1864 kommissarischer und vom 1. Oktober 1865 an ordentlicher Lehrer am Realgymnasium in Köln. Um Ostern 1868 wurde er zum Direktor der höheren Schule in Venlo ernannt und später  war er Direktor der Rijks Hogere Burgerschool (HBS, höheren Reichsbürgerschule) in Tilburg-Breda.
Am 6. März 1888 wurde ihm in Deutschland das Patent Nr. 42471 (Brit. pat. 569/88) erteilt, für „... eine Vorrichtung zum Aufzeichnen akustischer und elektrischer Wellen mittels Gas- oder Staubstrahlen, welche ... durch telefonartige Vorrichtung longitudinal vibrierend gegen ein Band geschleudert werden, um dadurch Schrift zu erzeugen, sowie auf Reproduktion ... mit Hilfe der erzeugten Schrift“.
Dieses war ähnlich dem von Charles Sumner Tainter (1854–1940) und wurde um 1909 von Ernst Walter Ruhmer verfeinert. 